# القای الکترواستاتیکی

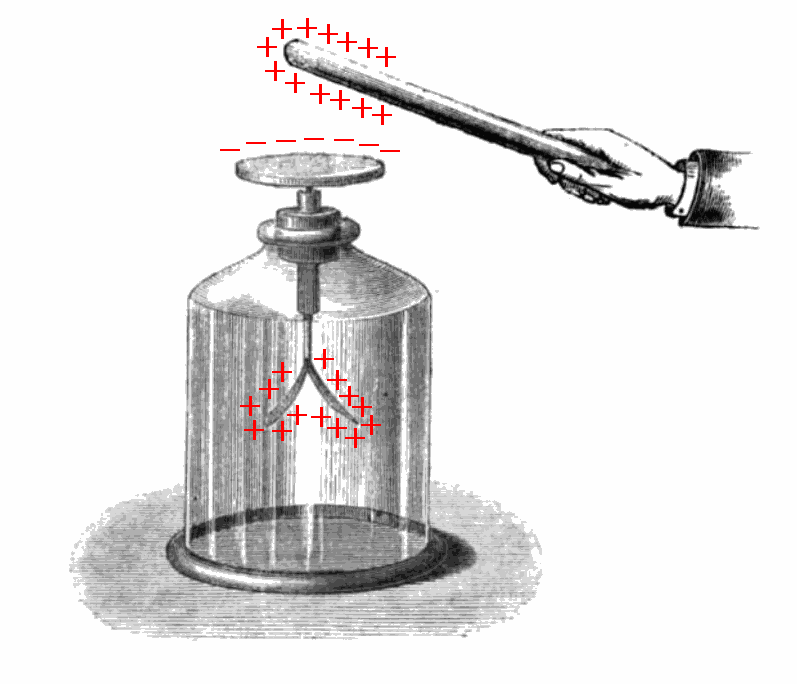
برق‌نمای ورقهٔ طلا، در حال نمایش القا و پیش از زمین‌کردن پایانه‌های آن.

تغییر توزیع بارهای الکتریکی یک ماده بر اثر مواد باردار نزدیک به آن را القای الکتروستاتیکی می‌نامند. این پدیده هنگام قرار دادن هر ماده‌ای در حضور میدان الکتریکی بروز می‌کند. بر اثر جاذبهٔ بین بارهای ناهَمنام و دافعهٔ بین بارهای هَمنام، هنگامی که یک جسم‌ باردار منفی به یک جسم خنثی نزدیک می‌شود، در سطحی از جسم خنثی که به جسم باردار منفی نزدیک‌تر است، بار مثبت، و روی سطح دورتر آن، بار منفی القا می‌شود. در ادامهٔ این روند اگر جسم دارای بار منفی زمین شده باشد و بارهای منفی آن بتوانند به زمین منتقل شوند، ممکن است بر اثر القا بار مثبت پیدا کند و بارهای منفی آن بر اثر دافعهٔ حاصل به زمین منتقل شوند.

## توضیحات
شرایط طبیعی یک ماده این است که دارای تعداد مساوی بار مثبت و منفی باشد ، بنابراین می گوییم جسم باردار نیست یا کل بار آن برابر با صفر است ، مانند شکل زیر ، و هنگامی که جسم باردار نزدیک می شود ماده‌ی رسانا (به عنوان مثال آهن) ، با بارهای متفاوت از آن ، بر نیروی جذب تأثیر می گذارد. و ایجاد قطب های مثبت و منفی می کند ، و به عنوان مثال وقتی جسم باردار را از قطعه آهن خارج می کنیم ، بارها توزیع طبیعی خود را باز می گردانند ، و ما می توانیم آن را یک قطعه آهن خنثی بنامیم.به حالت اول باز می گردد.

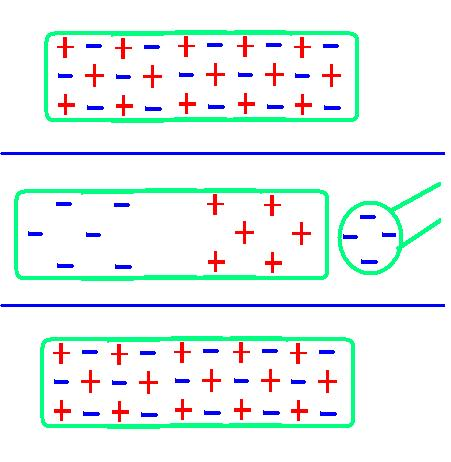
در قسمت اول ، قطعه فلزی ظاهر می شود و توزیع طبیعی بارها در اطراف آن وجود دارد. قسمت دوم تأثیر جسم باردار را نشان می دهد كه به قطعه فلز رسانا نزدیك می شود ، و هنگامی كه بدن را باردار می كنیم ، بارها توزیع طبیعی خود را بازیابند ، و این همان چیزی است که در قسمت آخر ظاهر می شود.

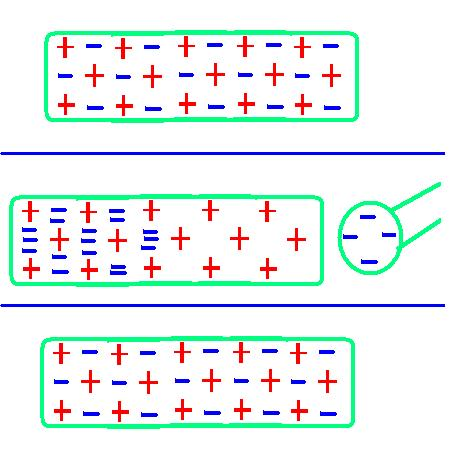
تصویر شکل واقعی تأثیر نزدیک شدن جسم باردار از یک ماده رسانا با بار خنثی را نشان می دهد و حرکت الکترون ها و پایداری بارهای مثبت (یون ها) را نشان می دهد.

در مثال قبلی ، ما در مورد حرکت بارهای مثبت و منفی صحبت می کردیم. آنچه در واقع اتفاق می افتد این است که بارهای منفی در نظر گرفته شده توسط الکترونهای آزاد ، همان جاهایی هستند که حرکت می کنند ، در حالی که یونها درون ساختار بلوری ماده هستند و حرکت نمی کنند.
با جزئیات بیشتر ، در تصویر بالا در قسمت اول آن همان توزیع عادی بار مشاهده می کنیم ، اما تفاوت در این است که وقتی به جسم باردار نزدیک می شویم ، الکترون های آزاد حرکت می کنند (همانطور که گفتیم زودتر) و عدم تعادل در تعداد الکترونها و یونهای مثبت رخ می دهد که منجر به ظهور بار منفی در مکانی می شود که در آن چگالی بارهای منفی بیشتر است و در مکانی که تراکم بارهای مثبت بیشتر است ، نتیجه بار مثبت خواهد بود. از این رو ، حرکت الکترونها منجر به بار مثبت و منفی می شود همانطور که در تصویر نشان داده شده است.

## شارژ کردن اجسام به وسیله‌ی القا

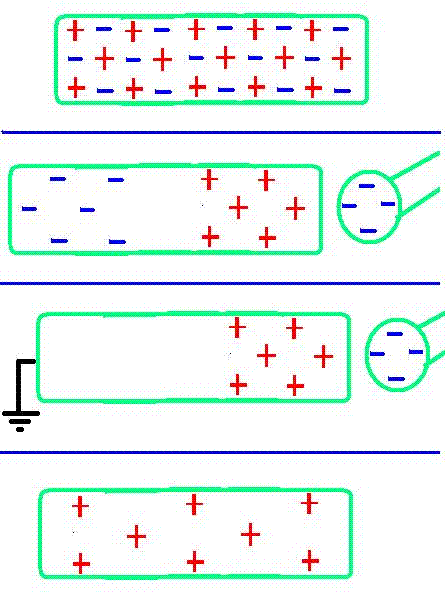
شارژ یک جسم رسانا با استفاده از روش شارژ استقرایی

روش های مختلفی برای شارژ اجسام با الکتریسیته ساکن وجود دارد از جمله شارژ القایی بدن. مهمترین مشخصه این نوع شارژ این است که برای شارژ مواد رسانا مانند مس و آهن استفاده می شود.
همانطور که در تصویر نشان داده شده است ، می توان فرآیند را در سه مرحله جمع بندی کرد:
۱- نزدیک کردن جسم باردار به ماده رسانای خنثی ؛ تحت تأثیر بار جسم باردار قرار می گیرد ، و این منجر به توزیع بار می شود ، زیرا بار مشابه به طرف دور منتقل می شوند و بار مخالف جذب شده و در سمت نزدیک جای می گیرند.
۲- می توانیم متوجه شویم که بار متفاوت جذب شده است (به دلیل نزدیکی جسم باردار) ،  ولی اگر جسم باردار را از آن دور کنید دوباره به حالت اولیه باز می گردد و خنثی می شود و در این هنگام جسم تحت القا را با سیم به زمین متصل می کنیم (به معنی یک سیم متصل به زمین) ، بارهای منفی به زمین منتقل می شوند.
۳- در آخرین مرحله ، سیم را از  جسم رسانا را جدا کرده ، بنابراین بارهای مثبت در کل جسم توزیع می شود ، نتیجه می گیریم که برای شارژ یک جسم رسانا با بار مثبت ، با یک جسم دارای بار منفی به آن نزدیک می شویم و بالعکس .